# Шепелевское сельское поселение
Шепелевское се́льское поселе́ние — упразднённое муниципальное образование в составе бывшего Кашинского района Тверской области.
На территории поселения находятся 39 населенных пунктов. Административный центр — деревня Шепели.
Образовано в 2005 году, включило в себя территории Козьмодемьяновского и Шепелевского сельских округов. С 2018 года упразднено и стало частью единого Кашинского городского округа.

## Географические данные
- Общая площадь: 199,7 км²
- Нахождение: северо-восточная часть Кашинского района.
  - Граничит:
    - на севере — с Кесовогорским районом, Никольское СП и Феневское СП
    - на востоке — с Ярославской областью, Мышкинский и Угличский районы,
    - на юге — с Фарафоновским СП
    - на юго-западе — с Пестриковским СП

Главная река — Корожечна. Её притоки — река Рам и речка (ручей) Ардуль.

## Население
По переписи 2002 года — 1078 человек (454 в Козьмодемьяновском и 624 в Шепелевском сельском округе), на 01.01.2008 — 975 человек.

Национальный состав: русские.

## Населённые пункты
На территории поселения находятся следующие населённые пункты:
| №  | Тип нп | Название           | Население (2008 год) |
| -- | ------ | ------------------ | -------------------- |
| 1  | дер.   | Алпатово           | 8                    |
| 2  | дер.   | Бережки            | 2                    |
| 3  | дер.   | Васенёво           | 6                    |
| 4  | дер.   | Гладышево          | 27                   |
| 5  | дер.   | Данилово           | 2                    |
| 6  | дер.   | Данильцево         | 128                  |
| 7  | дер.   | Демино             | 3                    |
| 8  | дер.   | Жидинки            | 4                    |
| 9  | дер.   | Зеленцово          | 125                  |
| 10 | пос.   | Красный Май        | 0                    |
| 11 | дер.   | Марково            | 0                    |
| 12 | дер.   | Мартынки           | 1                    |
| 13 | дер.   | Митрохино          | 0                    |
| 14 | дер.   | Непотягово         | 8                    |
| 15 | дер.   | Опухлово           | 12                   |
| 16 | дер.   | Починки            | 43                   |
| 17 | дер.   | Рыкулино           | 9                    |
| 18 | дер.   | Савелково          | 38                   |
| 19 | дер.   | Слобода            | 4                    |
| 20 | дер.   | Шепели             | 136                  |
| 21 | дер.   | Шишкино            | 3                    |
| 22 | дер.   | Буйково            | 13                   |
| 23 | дер.   | Бурмакино          | 31                   |
| 24 | дер.   | Горбуново          | 1                    |
| 25 | дер.   | Дуботолки          | 3                    |
| 26 | дер.   | Егорьевское        | 5                    |
| 27 | дер.   | Заворино           | 9                    |
| 28 | дер.   | Козино             | 8                    |
| 29 | село   | Козьмодемьяновское | 108                  |
| 30 | дер.   | Кононово           | 27                   |
| 31 | дер.   | Кубасово           | 9                    |
| 32 | дер.   | Ляхово             | 2                    |
| 33 | дер.   | Мялицино           | 54                   |
| 34 | дер.   | Петраково          | 8                    |
| 35 | дер.   | Ручейки            | 1                    |
| 36 | дер.   | Трубино            | 0                    |
| 37 | дер.   | Фролово            | 0                    |
| 38 | дер.   | Черёмухино         | 137                  |
| 39 | дер.   | Шубино             | 0                    |

### Бывшие населённые пункты
На территории поселения исчезли деревни: Алешково, Гусынки, Колбасино, Колесниково, Костенево, Крохино, Кудры, Монастырево, Мастыгино, Никифорково, Соломыслово, Щапино и другие.
Деревня Кишкино переименована в Черёмухино.

## История
В XVIII—XIX вв. территория поселения относилась к двум губерниям: территория бывшего Козьмодемьяновского с.о. — к Кашинскому уезду Тверской губернии, бывший Шепелевский с.о. — к Мышкинскому уезду Ярославской губернии. В 1922 году Постановлением Наркомата внутренних дел Васильковская волость Мышкинского уезда Рыбинской губернии вошла в состав Кашинского уезда. В 1927 году Кашинский уезд был упразднен и территория поселения отошла к Бежецкому уезду. В 1929 году Тверская губерния ликвидирована и территория поселения вошла во вновь образованный Кашинский район Московской области. С 1935 по 1990 год территория поселения относится к Кашинскому району Калининской области. С 1990 — в Тверской области, Кашинский район.

## Известные люди
В деревне Шишкино родился Герой Советского Союза Иван Николаевич Симаков.